# ディラウズド・イン・ザ・コーマトリアム
『ディラウズド・イン・ザ・コーマトリアム』（De-Loused in the Comatorium）は、アメリカ合衆国のバンド、マーズ・ヴォルタが2003年に発表した初のスタジオ・アルバム。ライヴEP『トレミュラント』（2002年）に続いて発表された。

## 背景
本作はコンセプト・アルバムとなっており、オマー・ロドリゲス・ロペスとセドリック・ビクスラー・ザヴァラの友人だったフリオ・ヴェネガス（1996年に自殺）に捧げられた内容である。
レッド・ホット・チリ・ペッパーズのフリーが全面参加しており、ジョン・フルシアンテも「サイカトリズ E.S.P.」のレコーディングに参加した。マーズ・ヴォルタは本作リリース前にレッド・ホット・チリ・ペッパーズのヨーロッパ・ツアーでオープニングアクトを務め、フリーはマーズ・ヴォルタについて「これまで一緒にプレイしてきた中で最高のバンド」「圧倒された」と賛辞を述べている。
2003年5月15日、オリジナル・メンバーの1人ジェレミー・マイケル・ワードがオーバードースで死去しており、結果的にはワードが参加した最後のアルバムとなった。

## 反響・評価
アメリカのBillboard 200では39位に達した。全英アルバムチャートでは本作が43位に達し、全英シングルチャートでは本作からのシングル「イナーシアティック E.S.P.」が42位、「テレヴェイターズ」が41位に達した。
収録曲「ドランクシップ・オブ・ランタンズ」は、『ローリング・ストーン』誌が2008年に選出したオールタイム・グレイテスト・ギター・ソング100で91位にランク・インした。

## 収録曲
特記なき楽曲はオマー・ロドリゲス・ロペス作。
1. ソン・エ・リュミエル - "Son et Lumière" - 1:35
2. イナーシアティック E.S.P. - "Inertiatic ESP" - 4:23
3. ルーレット・デアーズ - "Roulette Dares (The Haunt of)" - 7:30
4. ティラ メ・ア・ラス・アラーニャス - "Tira Me a las Arañas" - 1:28
5. ドランクシップ・オブ・ランタンズ - "Drunkship of Lanterns" (Omar Rodriguez-Lopez, Cedric Bixler Zavala) - 7:05
6. イライアタルカ - "Eriatarka" - 6:20
7. サイカトリズ E.S.P. - "Cicatriz ESP" - 12:28
8. ディス・アパラタス・マスト・ビー・アンアースト - "This Apparatus Must Be Unearthed" (Omar Rodriguez-Lopez, Cedric Bixler Zavala) - 4:57
9. テレヴェイターズ - "Televators" - 6:18
10. テイク・ザ・ヴェール・サーピン・タクスト - "Take the Veil Cerpin Taxt" - 8:44

### ボーナス・トラック
1. アンビュレッツ - "Ambuletz" - 7:03

## 参加ミュージシャン
- オマー・ロドリゲス・ロペス - ギター
- セドリック・ビクスラー・ザヴァラ - ボーカル
- アイザイア・アイキー・オーウェンズ - キーボード
- フリー - ベース
- ジョン・セオドア - ドラムス
- ジェレミー・マイケル・ワード - エフェクト、サウンド・マニピュレーション

アディショナル・ミュージシャン
- レニー・カストロ - パーカッション
- ジョン・フルシアンテ - ギター、シンセサイザー(#7)
- ジャスティン・メルダル＝ジョンセン - スタンド・アップ・ベース(#9)